# Judy Blume
Pour les articles homonymes, voir Blume.
Judy Blume (née le 12 février 1938) est une écrivaine américaine spécialisée dans les romans pour enfants et adolescents. Elle est née et réside à Elizabeth, dans l'État du New Jersey. Elle a cependant écrit quelques romans pour adultes, tels que Wifey ou Sœurs d'un été. 

## Biographie
Judy Blume est née à Elizabeth dans le New Jersey ; sa mère, Esther (née Rosenfeld), est femme au foyer, et son père, Ralph Sussman, dentiste ; son frère, David, a cinq ans de plus qu'elle ; sa famille est juive.

## Carrière
Judy Blume a été un des premiers auteurs à écrire, dans les années 1970, des romans pour adolescents qui abordaient des sujets de société sensibles, tels que le racisme (Iggie’s House), la menstruation (Dieu, tu es là ? C’est moi, Margaret), le divorce (Ce n’est pas la fin du monde), la masturbation (Tiens-toi droite !, Et puis j’en sais rien !) ou la sexualité chez les jeunes (Pour Toujours).
Elle une cible récurrente de divers censeurs aux États-Unis, aussi bien les bibliothèques des écoles que des membres de la droite religieuse[réf. nécessaire]. Aujourd’hui encore, ses livres restent controversés dans certaines écoles[réf. nécessaire]. D’ailleurs, l’American Library Association rapporte que Pour Toujours était le 8e roman le plus controversé dans les bibliothèques pendant les années 1990.
C’est l’un des auteurs pour adolescents les plus régulièrement censurés, ce qui l’a conduit à sortir[Quand ?] un recueil de nouvelles sur le thème de la censure (Places I Never Meant to Be: Original Stories by Censored Writers). Pour Télérama en 2025 : « du haut de ses 87 ans, [elle] combat la censure avec toujours autant de virulence ».
En traduction française, ses romans jeunesse sont édités à partir des années 1980, aux éditions École des loisirs. 
Après avoir publié un grand nombre de romans pour jeunes, Judy Blume a choisi d’aborder la fiction pour adultes, avec succès, puisque ses romans Wifey et Sœurs d'un été ont été vendus[Quand ?] respectivement à 4 millions et 3 millions d’exemplaires[réf. nécessaire].
En 1996, l’American Library Association a remis à la romancière le prix Margaret A. Edwards pour sa contribution à la littérature pour adolescents.
Elle a également reçu en avril 2000 de la part de la “Library of Congress” un prix pour son apport majeur à l’héritage culturel des États-Unis. En 2004, Judy Blume a reçu la Médaille pour Contribution Éminente à la Littérature Américaine de la part de la « National Book Foundation ». Seslivres ont remporté de nombreux prix[réf. souhaitée].

## Publications
(juillet 2025).

### Littérature jeunesse
Traductions en français aux éditions École des loisirs.
- The One in the Middle Is the Green Kangaroo
- Iggie's house
- Dieu, tu es là ? C'est moi, Margaret (Are You There God? It's Me, Margaret.)
- Et puis j'en sais rien ! (Then Again, Maybe I Won't)
- Freckle Juice
- Ce n'est pas la fin du monde (It's Not the End of the World)
- C'est dur à supporter (Tales of a Fourth Grade Nothing)
- SuperSheila (Otherwise Known as Sheila the Great)
- Tiens-toi droite ! (Deenie)
- The Pain and the Great One
- Pour toujours (Forever)
- Starring Sally J. Freedman as Herself
- Wifey
- Le Roi des casse-pieds (Superfudge)
- Œil de Tigre (Tiger Eyes)
- The Judy Blume Diary
- Smart Women
- Letters to Judy: What Kids Wish They Could Tell You
- Trois Amies (Just as Long as We're Together)
- La Mousse-manie (Fudge-a-Mania)
- Tiens bon, Rachel ! (Here's to You, Rachel Robinson)
- Mon frère adore l'argent (et son perroquet) (Double Fudge)
- Un exposé fatal (Blubber)

### Littérature générale
- Reflets de femmes (Smart women), Edimail, 1985 ; rééd. Carrère, 1987 ; rééd. Presses de la cité, 1989
- Sœurs d'un été (Summer Sisters), JC Lattès, 1999 ; rééd. Pocket, 2001 ; rééd. Albin Michel, 2025

### Interview
- Judy Blume et Raphaële Botte, « Judy Blume, autrice jeunesse : “La censure actuelle aux États-Unis est pire que celle des années 1980” » , sur Télérama, 16 juin 2025 (consulté en juillet 2025)